# Butterflies (nummer)
Butterflies is een lied van de Amerikaanse popster Michael Jackson. Het is geschreven door Andre Harris en Marsha Ambrosius, en geproduceerd door Jackson zelf, en Harris. Het lied is nummer zeven op het tiende studioalbum van de zanger. Het is een Mid-Tempo ballad, met pop en R&B erin. Critici waren het totaal niet eens over het lied. Sommige vonden het lied het beste van het album Invincible, terwijl sommige het tegenovergestelde vonden.
Het lied is als derde uitgebrachte uit het album Invincible, op 8 november 2001, door Epic Records. Butterflies deed het het best in het Verenigde Koninkrijk, waar het in de Billboard Hot 100 op de veertiende plek belandde, en als tweede in een alternatieve Billboard in 2001. Daarbuiten slaagde het er echter niet in een goede positie te behalen. Michael Jackson zong het lied niet tijdens zijn concert in Madison Square Garden, en er werd geen clip bij uitgebracht.